# Pétritch
Pour les articles homonymes, voir Pétritch (homonymie).
Petritch (en bulgare : Петрич, transcription internationale Petrič) est une ville localisée dans l'extrémité sud-ouest de la Bulgarie, où se rejoignent les frontières de la Bulgarie, de la Macédoine du Nord et de la Grèce.
Située au pied de la Belassitsa, Petritch est connue pour ses paysages montagneux. En 2005, la ville comptait 35 134 habitants.
Petritch a été incluse dans le territoire bulgare lors du règne de Boris Ier (852-889). Au Moyen Âge, elle était une forteresse très importante durant la guerre menée par Samuel Ier de Bulgarie contre l'empire Byzantin. Au cours de la domination ottomane, elle était initialement une partie du sandjak de Serrès de Roumélie. Après cela, elle devint un kaza du sandjak de Serrès de Thessalonique. La ville fut brièvement occupée par l'armée grecque en 1925 (voir l'Incident de Pétritch).
La ville est un pôle pour l'industrie du tabac, des légumes, des fruits, ainsi que des cacahuètes. 
On peut y visiter le Musée Baba Vanga.
Le Pic de Petritch sur l'île Livingston dans les îles Shetland du Sud en Antarctique, tire son nom de la ville.

## Géographie

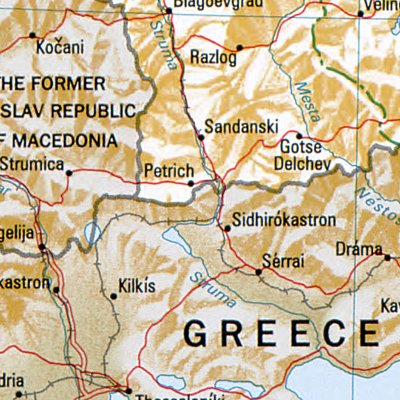
Localisation de Petritch.

Petritch est située au pied du versant nord de la montagne de Belassitsa, sur les deux rives de la rivière de Petritch (affluent droit de la rivière Stroumechnitsa qui se jette dans la Strouma). La plaine de Petritch, le long de la vallée de la Stroumechnitsa, est parmi les plus fertiles de la Bulgarie. Le bassin fluvial de la rivière Strouma permet aux influences climatiques venues de la Mer Égée (qui se trouve à 90 km) de remonter jusqu'à Petrich, dont la région bénéficie d'un climat méditerranéen qui permet la culture de quelques espèces d’agrumes (citronniers, kiwis), de figuiers, de fruits et de légumes.

## Histoire
À l'endroit où est actuellement implantée la ville de Petritch se trouvait la ville thrace de Petra qui a été fondée au VIe ou Ve siècle av. J.-C.. Cette dernière donna son nom à la ville actuelle. Petra fut conquise par l'Empire romain en -29 ou -28 qui y bâtit un bourg sur le modèle romain. La ville romaine subsista jusqu'au VIe siècle, lorsqu'elle fut conquise et incendiée par les Slaves. La localité actuelle a donc été fondée par les slaves, au pied de la montagne de Belassitsa, sur les ruines de la ville antique. Cette ville fut intégrée, par la suite, à l'Empire byzantin.
Petritch a été incluse dans le Premier État bulgare en 837, sous le règne du tsar Pressian Ier. Pendant le Moyen Âge, elle fut une forteresse bulgare jouant un rôle important dans les conflits avec les États voisins. En 1014, à 18 km à l'ouest de la ville, se déroule une des batailles les plus dramatiques de Histoire de la Bulgarie : la bataille pour la forteresse du tsar Samouïl voit la capture et l'aveuglement de 14 000 soldats bulgares par l'armée de l'empereur Basile II. Après la fondation du IIe État bulgare, la ville redevient bulgare aux XIIIe et XIVe siècles.
Petritch réussit à préserver son caractère bulgare pendant la domination ottomane au cours de laquelle elle devient un centre administratif et militaire turc. Au XVIe siècle, la population chrétienne était de 90 %.
En 1873 fut inaugurée la première école. En 1878 fut signé et scellé l’appel des Bulgares de la Macédoine, adressé aux Grandes Puissances contre les décisions prises au Congrès de Berlin, relatives à la séparation de la région de Petritch de la Bulgarie. À partir du 19 janvier 1892, la ville de Petritch et sa région passèrent sous la juridiction de l’Exarchat bulgare. Lors de la deuxième moitié du XIXe siècle, la ville fut presque ruinée. Durant la première décennie du XXe siècle, il y avait approximativement 6 000 habitants à Patritch. La population de la ville prit part aux luttes pour la libération de la Macédoine. En 1899 fut créé le comité révolutionnaire de l’organisation intérieure de Macédoine et Thrace d’Andrinople. Lors de la Première Guerre balkanique (1912), la ville est libérée du joug turc et, dès 1913, elle doit accueillir les milliers de réfugiés bulgares qui ont été forcés de quitter la Macédoine égéenne et la Macédoine du Vardar. Durant la Première Guerre mondiale, la ville fut presque entièrement détruite.
En octobre 1925, la ville est le théâtre d'un conflit frontalier entre la Grèce et la Bulgarie, qui fut résolu par l'intervention de la Société des Nations.

## Personnalités
- La voyante Baba Vanga y est décédée.

## Galerie

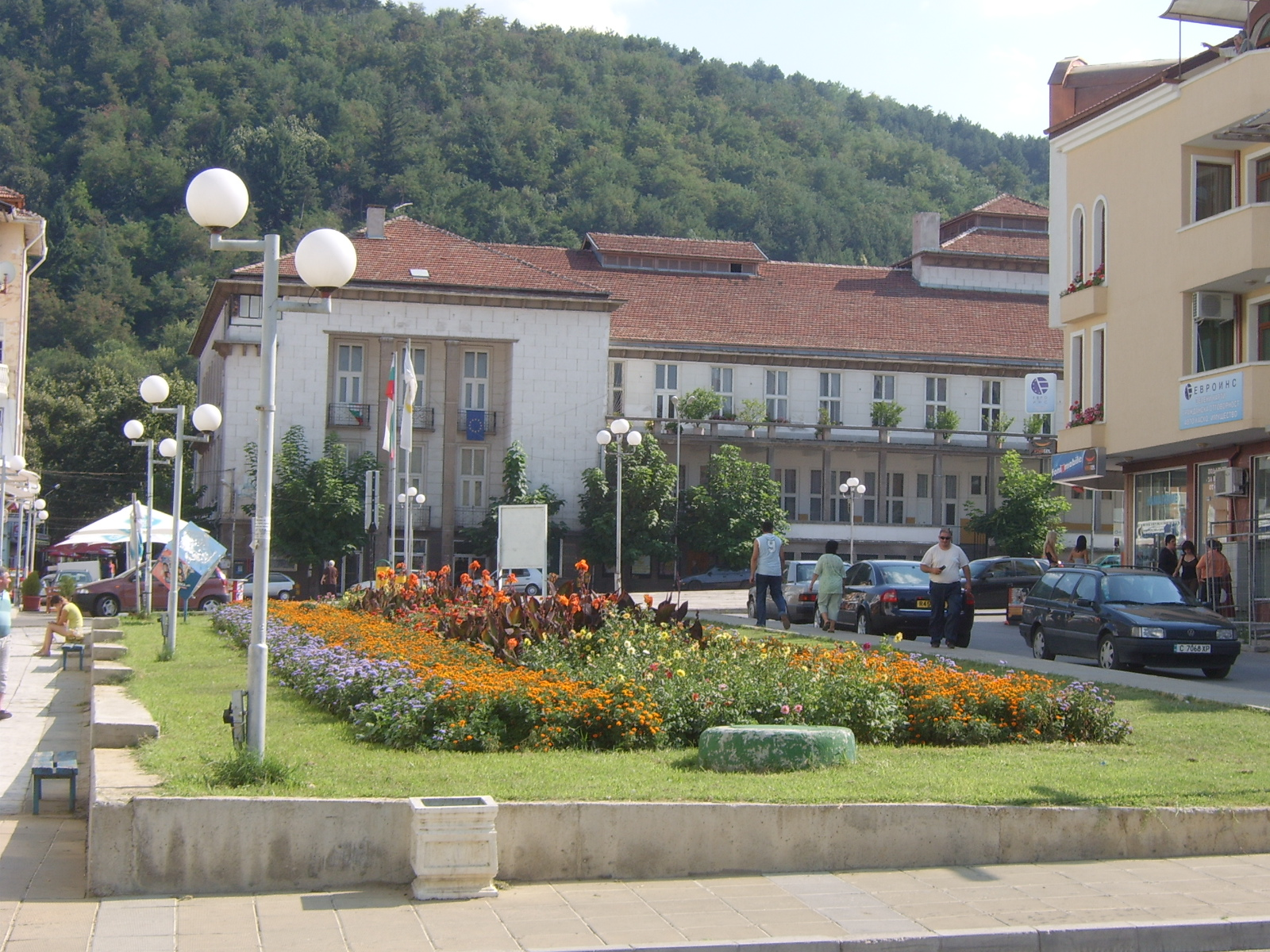
Le centre-ville
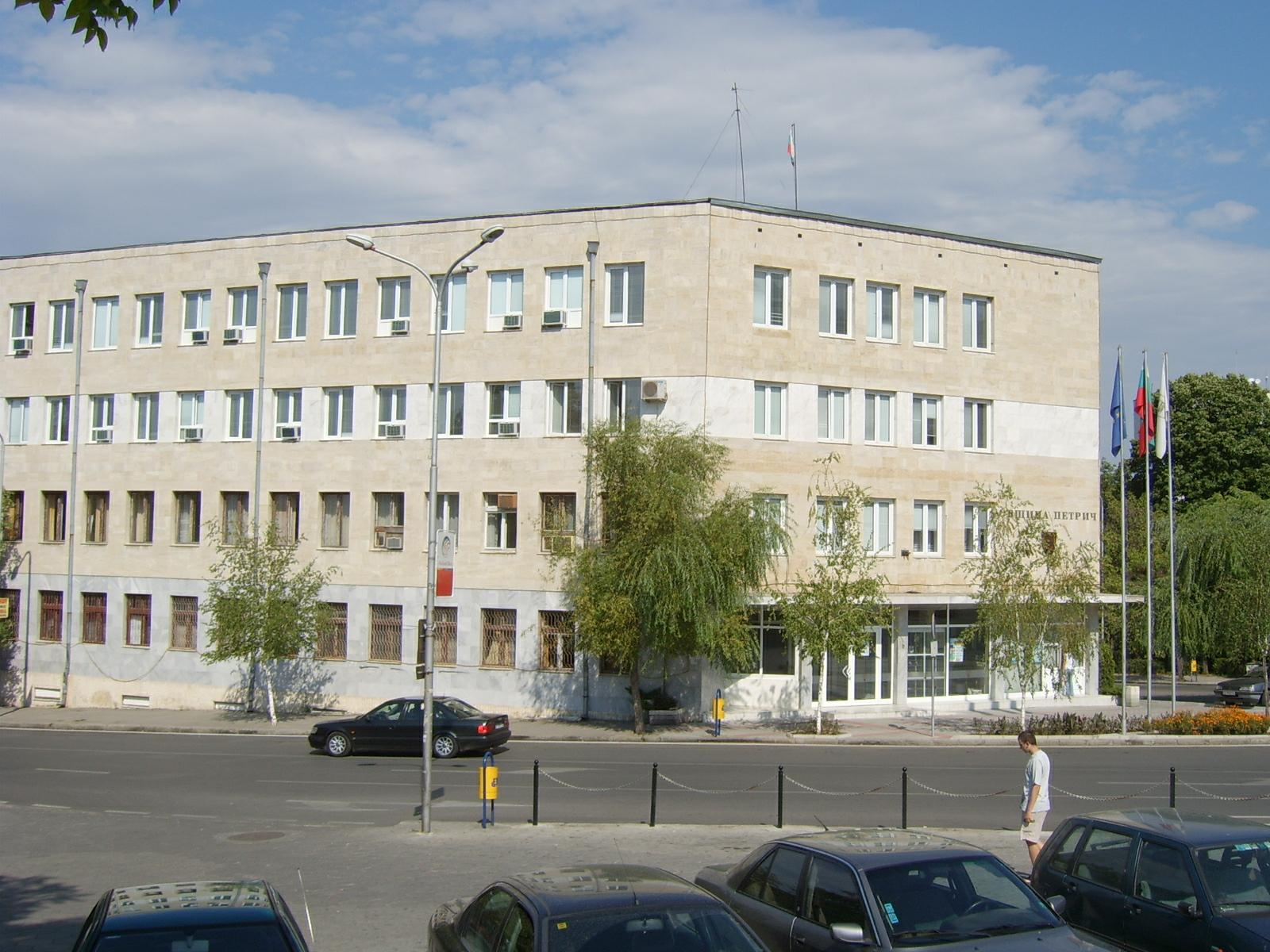
La mairie de la commune (obchtina) de Petritch
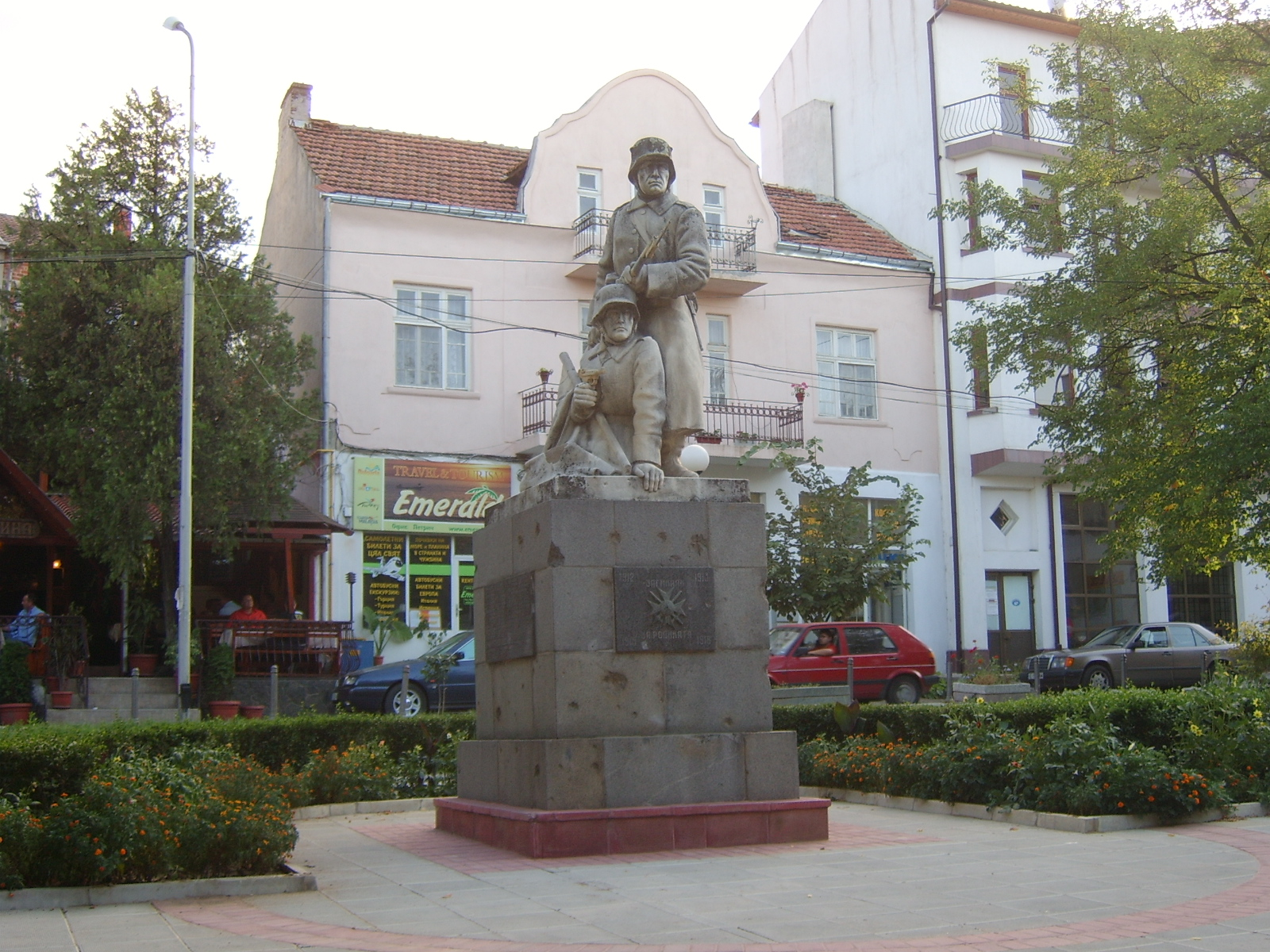
Monument aux morts pour la Patrie